# Fredrik Elofsson
Lars-Birger Fredrik Elofsson, född 26 juni 1967, är en svensk före detta fotbollsspelare (anfallare).
Elofssons moderklubb är IFK Fjärås. Han fick redan som barn smeknamnet "Fimpen", efter Bo Widerbergs film om en sexårig pojke som får spela i svenska landslaget. Inför säsongen 1985 kom Elofsson till Gais i division II (då den näst högsta divisionen), och debuterade i seriespel redan samma år, 18 år gammal. Under debutsäsongen spelade Elofsson 11 seriematcher för Gais, men 1986 blev det bara sex matcher och 1987 en enda då Gais tog steget upp i Allsvenskan. Han fick ingen speltid alls i Allsvenskan 1988, och gick inför säsongen 1989 till Åsa IF i division II. Med Åsa var han bland annat med om att spela kvalettan 1991 innan han återvände till moderklubben IFK Fjärås.
Efter fotbollskarriären har Elofsson ägnat sig åt att driva familjens bussföretag tillsammans med sin bror.